# 保羅·麥沙尼
保羅·大衛·麥沙尼（英語：Paul David McShane，1986年1月6日—）是一名愛爾蘭職業足球員，擔任後衛，現效力英甲球會罗奇代尔。

## 生平

### 球會
早期
麥沙尼早年為不少愛爾蘭的年青球隊效力，包括Newtown Juniors、Greystones United及位於都柏林南部的St Josephs Boys AFC。
曼聯
在2002年夏天，麥沙尼跟曼聯簽約。在2004年12月，他被外借至沃尔索尔 ，並在四場聯賽中上陣。他曾在2003年英格蘭足總青年盃決賽上陣，協助球隊以3-1擊敗米杜士堡。
他亦有在季前熱身賽上陣，並獲分配34號球衣，但從未為一隊上陣過。
白禮頓
在2005年8月，麥沙尼被外借至白禮頓五個月，借用期及後延長至季尾。他成了球隊當季的最佳球員。他曾在作客死敵水晶宮取得入球，令球隊以1-0取勝，令他深受球迷愛戴。
西布朗;
在2006年8月10日，麥沙尼連同門將在波蘭門將湯馬士·古斯錫的轉會中，被交換至英冠球會西布朗。他在2006年8月24日英格蘭聯賽盃對奧連特的比賽中上陣。他在2007年1月6日英格蘭足總盃對列斯聯取得首個西布朗入球。他為西布朗上陣42次射入3球。
新特蘭
在2007年7月26日，麥沙尼以150萬英鎊轉會新升班的新特蘭。他在首場對熱刺的比賽中表現出色，令球隊以1-0獲勝。但後來，他的表現下滑，正選位置也讓了給由曼聯外借加盟的師弟。
他在2008/09年球季淪為球隊第四號中堅，令他多次傳出快會轉會。
侯城
在2008年8月29日，麥沙尼被外借至侯城。他在2008年12月13日作客利物浦射入第一球。在2009年1月14日，在完成英格蘭足總盃對紐卡素的比賽，他被新特蘭領隊收回。
2009年8月30日麥沙尼終於成功正式加盟侯城，轉會費沒有透露，簽約四年。2010/11年球季麥沙尼雖然仍獲派上陣19仗，但正選席位岌岌可危，於新年過後僅有兩次上陣機會，在轉會窗關閉前侯城從莱斯特城借用直到球季結束，並於2011年2月16日將麥沙尼外借到另一支英冠球隊班士利，為期兩個月。
由於小腿受傷，麥沙尼於2011/12年球季整個上半季均沒有披甲為侯城上陣，為取得代表國家隊參加2012年欧洲足球锦标赛的機會，侯城准許麥沙尼在1月轉會窗離隊，2012年1月13日獲借用到水晶宮1個月，於上陣3場後獲延長借用至球季結束。

### 國家隊
麥沙尼在2006年9月25日，首次被愛爾蘭徵召，並在10月11日，對捷克的比賽中首次上陣。

## 外部連結
- 足球数据库：保羅·麥沙尼的球员统计数据
- 麥沙尼新特蘭官方球員介紹 （页面存档备份，存于）